# Liste der Han

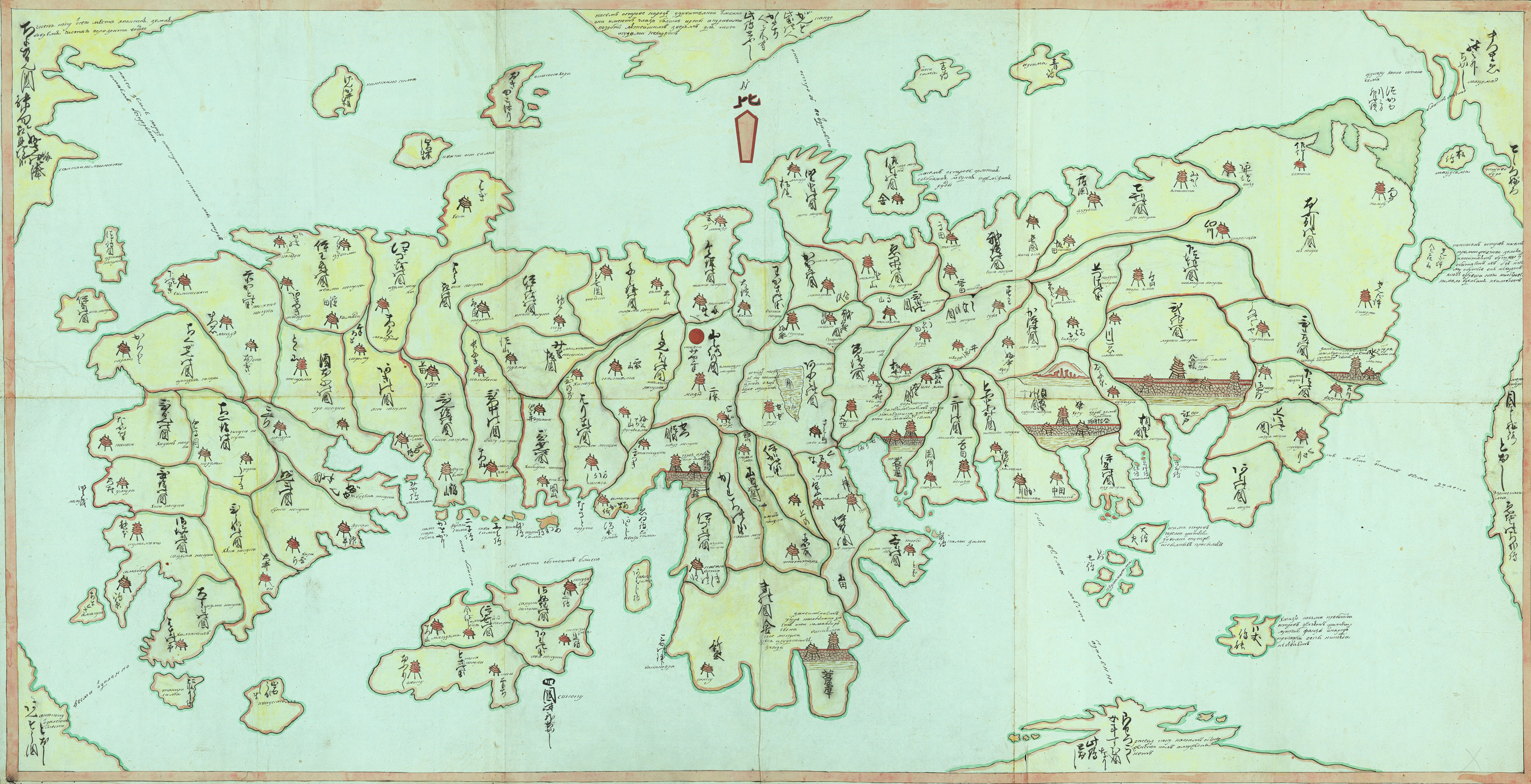
Provinzen Japans, Hauptstädte/-burgen der Han sowie wichtige Shogunatsstädte in Japan in einer Tuschezeichnung von Daikokuya Kōdayū (大黒屋 光太夫), 1789, mit kyrillischer Transkription

Dies ist eine Liste der Han, also solche Lehen der Edo-Zeit in Japan, die Territorien mit mehr als 10.000 Koku Nominaleinkommen umfassten, deren Herrscher somit den Status von daimyō (~Fürsten) hatten.
Die Auflistung erfolgt von Nord nach Süd nach der Lage des Fürstensitzes/der Hauptburg in modernen Regionen (entspricht grob antiken Reichskreisen) und antiken Provinzen (entspricht grob heutigen Präfekturen). Aber -han waren nicht auf die Provinz ihrer Hauptstadt beschränkt, auch manche kleinere Han umfassten weit entlegene Exklaven in anderen Provinzen. Angegeben sind jeweils auch Alternativnamen sowie das Gründungs- und das Abschaffungsdatum. Dabei ist zu beachten, dass die Han nicht immer während der ganzen angegebenen Zeitspanne bestanden und 1871 alle Han in Ken (Präfekturen) umgewandelt wurden, die aber meist nur einige Monate den Vorläufer-Han entsprachen und bald, zusammen mit den 1868 eingerichteten Präfekturen (=hauptsächlich ehemalige Shogunatsstädte und -territorien), um Ex- und Enklaven bereinigt und zu kompakten, vielerorts den Provinzen ähnlichen Territorien zusammenfusioniert wurden. Han, die kurz nach ihrer Gründung wieder abgeschafft wurden, sind nicht aufgeführt.

## Karafuto (Sachalin)
- Matsumae
- Ōno[1] (大野藩; um 1858–1868; Hauptgebiet in der Provinz Echizen)

## Hokkaidō
- Matsumae (松前藩)/Fukuyama (福山藩) (1599–1807, 1821–1869), Tate (館藩; 1869–1871) (Sitz)
- Tonami (斗南藩; 1870–1871; davor Lehen Aizu in der Provinz Iwashiro)

## Tōhoku

### Provinz Mutsu
- Tonami
- Shichinohe (七戸藩)/Morioka-Shinden (盛岡新田藩) (1819–1871; Zweig des Lehens Morioka in der Provinz Rikuchū)
- Hirosaki (弘前藩)/Tsugaru (津軽藩) (1590–1871)
- Kuroishi (黒石藩; 1656–1871, offiziell erst seit 1809; Zweig des Lehens Hirosaki)
- Hachinohe (八戸藩; 1664–1871)

### Provinz Rikuchū
- Morioka (盛岡藩)/Shiroishi (白石藩) (1599–1870)
- Mizusawa (水沢藩; 1695–1699; Zweig des Lehens Sendai in der Provinz Rikuzen)
- Ichinoseki (一関藩) (1660–1871; Zweig des Lehens Sendai in der Provinz Rikuzen)

### Provinz Rikuzen
- Sendai (仙台藩; 1600–1871)
- Iwanuma (岩沼藩; 1660–1681; Zweig des Lehens Sendai)

### Provinz Ugo
- Kubota (久保田藩)/Akita (秋田藩) (1602–1871)
- Iwasaki (岩崎藩)/Kubota-Shinden (久保田新田藩)/Akita-Shinden (秋田新田藩) (1701–1871; Zweig des Lehens Kubota)
- Kameda (亀田藩; 1623–1871)
- Honjō (本荘藩; 1623–1871)
- Yashima (矢島藩; 1640–1871)
- folgende gehörten zur Vorgängerprovinz Dewa:
  - Kubota-Shinden (久保田新田藩; 1701–1732; Zweig des Lehens Kubota)

### Provinz Uzen
- Shōnai (庄内藩)/Tsuruoka (鶴岡藩)/Ōizumi (大泉藩) (1622–1871)
- Matsuyama (松山藩)/Matsumine (松嶺藩) (1647–1871; Zweig des Lehens Shōnai)
- Shinjō (新庄藩; 1622–1871)
- Yamagata (山形藩; 1600–1870)
- Kaminoyama (上山藩; 1622–1871)
- Tendō (天童藩; 1830–1871; davor Lehen Takahata)
- Nagatoro (長瀞藩; 1798–1869)
- Yonezawa (米沢藩; 1601–1871)
- Yonezawa-Shinden (米沢新田藩; 1719–1869; Zweig des Lehens Yonezawa)
- folgende gehörten zur Vorgängerprovinz Dewa:
  - Ōyama (大山藩; 1647–1668; Zweig des Lehens Shōnai)
  - Aterazawa (左沢藩; 1622–1632)
  - Nigaho (仁賀保藩; 1623–1625)
  - Maruoka (丸岡藩; 1611–1653)
  - Murayama (村山藩; 1682–1699)
  - Takahata (高畠藩; 1767–1830; danach Lehen Tendō)

### Provinz Iwaki
- Sōma-Nakamura (相馬中村藩)/Nakamura (中村藩) (1602–1871)
- Miharu (三春藩; 1627–1871)
- Moriyama (守山藩; 1661–1870; Zweig des Lehens Mito; danach Lehen Matsukawa in der Provinz Hitachi)
- Iwakitaira (磐城平藩; 1602–1871)
- Tanagura (棚倉藩; 1603–1871)
- Yunagaya (湯長谷藩; 1676–1871)
- Izumi (泉藩; 1634–1871)
- folgende gehörten zur alten Vorgängerprovinz Mutsu:
  - Shirakawa (白河藩; 1627–1868)
  - Shirakawa-Shinden (白河新田藩; 1688–1728; Zweig des Lehens Shirakawa)
  - Asakawa (浅川藩; 1662–1681)
  - Kubota (窪田藩; 1622–1684)

### Provinz Iwashiro
- Fukushima (福島藩; 1679–1869)
- Nihonmatsu (二本松藩; 1627–1871)
- folgende gehörten zur alten Vorgängerprovinz Mutsu:
  - Yanagawa (梁川藩; 1683–1821)
  - Koori (桑折藩; 1700–1747)
  - Shimotedo (下手渡藩; 1806–1868)
  - Shimomura (下村藩; 1787–1823)
  - Aizu (会津藩; 1590–1868; danach Lehen Tonami in den Provinzen Iburi, Shiribeshi und Mutsu)
  - Ōkubo (大久保藩)/Iwase (岩瀬藩) (1682–1693)
  - Ishikawa (石川藩; 1662–1681)

## Hokuriku,Kōshin’etsu

### Provinz Echigo
- Murakami (村上藩; 1598–1871)
- Kurokawa (黒川藩; 1724–1871; Zweig des Lehens Kōriyama in der Provinz Yamato)
- Mikkaichi (三日市藩; 1724–1871; Zweig des Lehens Kōriyama in der Provinz Yamato)
- Shibata (新発田藩; 1598–1871)
- Muramatsu (村松藩; 1639–1871)
- Yoita (与板藩/與板藩; 1634–1871)
- Nagaoka (長岡藩; 1616–1870)
- Mineyama (三根山藩; 1634–1870; Zweig des Lehens Nagaoka-han), Mineoka (嶺岡藩) (1870–1871)
- Zaōdō (蔵王堂藩; 1598–1606)
- Shiiya (椎谷藩; 1698–1871)
- Takada (高田藩)/Fukushima (福嶋藩) (1598–1871)
- Takayanagi (高柳藩)/Kubiki (首城藩) (1702–1739; ab 1746 Lehen Mikusa in der Provinz Harima)
- Itoigawa (糸魚川藩; 1692–1871)
- Sakado (坂戸藩; 1598–1610)
- Sanjō (三条藩; 1610–1687)
- Souma (沢海藩; 1610–1687; Zweig des Lehens Shibata)
- Fujii (藤井藩; 1616–1620)
- Nagamine (長峰藩; 1616–1618)

### Provinz Etchū
- Toyama (富山藩; 1639–1871; Zweig des Lehens Kaga in den Provinzen Kaga, Noto und Etchū)
- Nunoichi (布市藩; 1600–1608)

### Provinz Noto
- Shimomura (下村藩; 1689–1695)
- Nishiyachi (西谷藩; 1698–1700)
- Nanao (七尾藩; 1599–1600)

### Provinz Kaga
- Kaga (加賀藩; 1599–1869), Kanazawa (金沢藩; 1869–1871)
- Daishōji (大聖寺藩; 1639–1871; Zweig des Lehens Kaga)
- Daishōji-Shinden (大聖寺新田藩; 1692–1709; Zweig des Lehens Kaga)

### Provinz Echizen
- Maruoka (丸岡藩; 1613–1871)
- Fukui (福井藩)/Echizen (越前藩)/Kitanoshō (北ノ荘藩) (1601–1871)
- Katsuyama (勝山藩; 1624–1871)
- Ōno (大野藩; 1624–1871)
- Sabae (鯖江藩; 1720–1871)
- Tsuruga (敦賀藩)/Mariyama (鞠山藩) (1583–1871; Zweig des Lehens Obama in der Provinz Wakasa)
- Takamori (高森藩; 1697–1711)
- Tōgō (東郷藩)
- Yasui (安居藩)
- Yoshie (吉江藩; 1645–1674)
- Matsuoka (松岡藩; 1645–1721)
- Konomoto (木本藩; 1628–1635)
- Kazurano (葛野藩; 1697–1705)

### Provinz Wakasa
- Obama (小浜藩; 1600–1871)
- Takahama (高浜藩)

### Provinz Shinano
- Iiyama (飯山藩; 1603–1871)
- Suzaka (須坂藩; 1615–1871)
- Matsushiro (松代藩)/Kawanakajima (川中島藩) (1600–1871)
- Ueda (上田藩; 1585–1871)
- Komoro (小諸藩; 1590–1871; Zweig des Lehens Nagaoka in der Provinz Echigo)
- Iwamurata (岩村田藩; 1703–1871)
- Matsumoto (松本藩; 1590–1871)
- Tanokuchi (田野口藩)/Tatsuoka (龍岡藩) (1863–1871; davor Lehen Okutono in der Provinz Mikawa)
- Suwa (諏訪藩)/Takashima (高島藩) (1590–1871)
- Takatō (高遠藩; 1600–1871)
- Iida (飯田藩; 1601–1871)
- Hanishina (埴科藩; 1617–1648; Zweig des Lehens Matsushiro)
- Sakaki (坂木藩; 1682–1702)
- Naganuma (長沼藩; 1615–1688)
- Takai (高井藩; 1681–1700; Zweig des Lehens Owari in den Provinzen Owari, Mino und Mikawa)
- Okunishina (奥仁科藩; 1593–1613; Zweig des Lehens Matsumoto)
- Takaino (高井野藩; 1619–1624)
- Kondō (近藤藩; 1610–1618)
- Nakamura (中村藩; 1616–1623)

### Provinz Kai
- Kōfu (甲府藩; 1582–1724)
- Yamura (谷村藩; 1600–1704)
- Tokumi (徳美藩)/Gunnai (郡内藩) (1633–1698)
- Kōfu-Shinden (甲府新田藩; 1709–1724; Zweig des Lehens Kōfu)

## Kantō

### Provinz Kōzuke
- Numata (沼田藩; 1600–1871)
- Umayabashi (厩橋藩)/Maebashi (前橋藩) (1601–1871)
- Annaka (安中藩; 1615–1871)
- Takasaki (高崎藩; 1590–1871)
- Isesaki (伊勢崎藩; 1601–1871)
- Nanukaichi (七日市藩; 1616–1871)
- Yoshii (吉井藩; 1590–1869)
- Obata (小幡藩; 1590–1871)
- Tatebayashi (館林藩; 1590–1871)
- Sōja (総社藩; 1592–1633)
- Naha (那波藩; 1590–1662)
- Itabana (板鼻藩; 1603–1636)
- Yada (矢田藩; ?–?)
- Toyooka (豊岡藩; 1602–1626)
- Ōgo (大胡藩; 1604–1616)
- Shiroi (白井藩; 1590–1623)
- Aoyagi (青柳藩; 1614–1619)
- Kamisatomi (上里見藩; 1748–1767)
- Shinozuka (篠塚藩; 1747–1748)

### Provinz Shimotsuke
- Ōtawara (大田原藩; 1600–1871)
- Kurobane (黒羽藩; 1596–1871)
- Kitsuregawa (喜連川藩; 1593–1870)
- Karasuyama (烏山藩; 1591–1871)
- Utsunomiya (宇都宮藩; 1598–1871)
- Mibu (壬生藩; 1601–1871)
- Sano (佐野藩; 1600–1871)
- Nasu (那須藩; 1600–1681)
- Takatoku (高徳藩; 1866–1870)
- Itabashi (板橋藩; 1600–1617)
- Kanuma (鹿沼藩; 1647–1724)
- Motegi (茂木藩; 1610–1616, 1871)
- Mooka (真岡藩; 1601–1632)
- Kamida (上田藩; 1692–1693)
- Yamakawa (山川藩; 1635–1638)
- Ashikaga (足利藩; 1688–1871)
- Enomoto (榎本藩; 1605–1640)
- Tomita (富田藩; 1613–1619)
- Minagawa (皆川藩; 1576–1722)
- Oyama (小山藩; 1608–1619)
- Fukiage (吹上藩; 1842–1871)
- Nishikata (西方藩; 1600–1615)
- Ōmiya (大宮藩; 1684–1694)

### Provinz Hitachi
- Kasama (笠間藩; 1601–1871; Zweig des Lehens Nagaoka in der Provinz Echigo)
- Mito (水戸藩; 1602–1871)
- Shishido (宍戸藩; 1602–1868; Zweig des Lehens Mito)
- Matsuoka (松岡藩; 1602–1871; Zweig des Lehens Mito)
- Shimodate (下館藩; 1598–1871)
- Fuchū (府中藩)/Ishioka (石岡藩) (1602–1871) (Zweig des Lehens Mito)
- Shimotsuma (下妻藩; 1591–1871)
- Tsuchiura (土浦藩; 1600–1871)
- Yatabe (谷田部藩; 1616–1870)
- Ushiku (牛久藩; 1600–1871)
- Asō (麻生藩; 1604–1871)
- Nukada (額田藩; 1661–1700)
- Matsukawa (松川藩; 1870–1871; davor Lehen Moriyama in der Provinz Iwaki)
- Honai (保内藩; 1661–1700)
- Makabe (真壁藩; 1606–1622)
- Katano (片野藩; 1601–1625)
- Kakioka (柿岡藩; 1624–1628)
- Hōjō (北条藩; 1607–1688)
- Shizuku (志筑藩; 1602–1871)
- Tamatori (玉取藩; 1622–1679)
- Kobari (小張藩; 1603–1682)
- Futsuto (古渡藩; 1603–1619)
- Edosaki (江戸崎藩; 1590–1622)
- Ryūgasaki (龍ヶ崎藩; 1871)

### Provinz Kazusa
- Jōzai (請西藩; 1825–1850), Kaifuchi (貝淵藩; 1850–1868), ab 1868 Lehen Sakurai
- Iino (飯野藩; 1648–1871)
- Sanuki (佐貫藩; 1590–1871)
- Ichinomiya (一宮藩; 1826–1871)
- Kururi (久留里藩; 1590–1871)
- Ōtaki (大多喜藩; 1590–1871)
- Goi (五井藩; 1781–1842)
- Shibayama (柴山藩; 1868–1871), Matsuo (松尾藩; 1871)
- Ōami (大網藩; 1869–1871)
- Hyakushu (大網藩; 1633–1640)
- Kokubo (小久保藩; 1868–1871)
- Kariya (苅谷藩; 1642–1668)
- Anegasaki (姉ヶ崎藩; 1607–1624)
- Tsurumaki (鶴牧藩; 1827–1871)
- Sakurai (桜井藩; 1868–1871; davor Lehen Jōzai)
- Ōtaki-Shinden (大多喜新田藩; 1651–1659; Zweig des Lehens Ōtaki)
- Katsuura (勝浦藩; 1682–1756)
- Kikuma (菊間藩; 1868–1871)
- Uruido (潤井戸藩; 1619–1626)
- Tsurumai (鶴舞藩; 1868–1871)
- Takataki (高滝藩; 1683–1699)
- Yawata (八幡藩; 1668–1698)

### Provinz Shimousa
- Yūki (結城藩; 1590–1871)
- Koga (古河藩; 1590–1871)
- Sekiyado (関宿藩; 1590–1871)
- Takaoka (高岡藩; 1640–1871)
- Omigawa (小見川藩; 1594–1871)
- Sakura (佐倉藩; 1593–1871)
- Tako (多胡藩; 1590–1871)
- Oyumi (生実藩; 1627–1871)
- Yamakawa (山川藩; 1609–1635)
- Ōwa (大輪藩; 1658–1677)
- Yamazaki (山崎藩; 1590–1609)
- Moriya (守谷藩; 1590–1617)
- Yahagi (矢作藩; 1590–1639)
- Iida (飯田藩; 1603–1613)
- Usui (臼井藩; 1590–1604)
- Iwatomi (岩富藩; 1590–1613)
- Sogano (曾我野藩; 1870–1871)
- Kurihara (栗原藩; 1600–1638)
- Funato (舟戸藩)/Fujikokoro (藤心藩) (1616–1703)
- Miura (三浦藩; 1590–1631)

### Provinz Musashi
- Honjō (本庄藩; 1598–1612)
- Yahatayama (八幡山藩; ?–?)
- Okabe (岡部藩; 1649–1868)
- Fukaya (深谷藩; 1590–1627)
- Higashikata (東方藩; ?–?)
- Oshi (忍藩; 1590–1871)
- Kisai (騎西藩)/Kisaichi (私市藩) (1590–1632)
- Matsuyama (松山藩; 1590–1601)
- Nomoto (野本藩; 1661–1698)
- Kakezuka (掛塚藩)/Takasaka (高坂藩) (1668–1681)
- Kuki (久喜藩; 1684–1798)
- Ishito (石戸藩; 1633–1644)
- Komuro (小室藩; 1590–1619)
- Haraichi (原市藩; 1602–1616)
- Iwatsuki (岩槻藩; 1590–1871)
- Ichinomiya (一宮藩; ?–?)
- Kawagoe (川越藩; 1590–1871)
- Hatogaya (鳩ヶ谷藩; 1600–1617)
- Kitami (喜多見藩; 1683–1689)
- Kanazawa (金沢藩; 1722–1869), Mutsuura (六浦藩; 1869–1871)
- Akanuma (赤沼藩)/Akamatsu (赤松藩; 1693–1703)

### Provinz Awa
- Katsuyama (勝山藩; 1590–1871)
- Tateyama (館山藩; 1590–1871)
- Nagao (長尾藩; 1868–1871)
- Hōjō (北条藩; 1638–1827)
- Tōjō (東条藩; 1620–1692)
- Hanabusa (花房藩; 1868–1871)
- Saigusa (三枝藩; 1638–1639)
- Funagata (船形藩; 1864–1868)

### Provinz Sagami
- Tamanawa (玉縄藩)/Amanawa (甘縄藩) (1590–1703)
- Odawara (小田原藩; 1590–1871)
- Oginoyamanaka (荻野山中藩; 1706–1871; Zweig des Lehens Odawara)
- Fukami (深見藩; 1682–1687)

## Tōkai

### Provinz Suruga
- Sumpu (駿府藩; 1601–1869)/Shizuoka (静岡藩; 1869–1871)
- Numazu (沼津藩; 1601–1868)
- Matsunaga (松長藩; 1706–1783)
- Ojima (小島藩; 1689–1868)
- Tanaka (田中藩; 1601–1868)
- Kawanarijima (川成島藩; 1857–1858)
- Kōkokuji (興国寺藩; 1601–1607)

### Provinz Tōtōmi
- Kakegawa (掛川藩; 1601–1868)
- Hamamatsu (浜松藩; 1601–1868)
- Yokosuka (横須賀藩; 1601–1868)
- Sagara (相良藩; 1710–1868)
- Horie (堀江藩; 1862–1871)
- Iinoya (井伊谷藩; 1619–1621)
- Kakezuka (掛塚藩)/Takasaka (高坂藩) (1641–1681)
- Kuno (遠江久野藩; 1590–1640)

### Provinz Mikawa
- Koromo (挙母藩; 1604–1871)
- Kariya (刈谷藩/刈屋藩; 1600–1871)
- Shigehara (重原藩; 1869–1871)
- Ogyū (大給藩; 1684–1711; danach Lehen Okutono)
- Okazaki (岡崎藩; 1601–1871)
- Nishiōhira (西大平藩; 1748–1871)
- Nishibata (西端藩; 1864–1871)
- Nishio (西尾藩; 1601–1871)
- Yoshida (吉田藩; 1600–1869)/Toyohashi (豊橋藩; 1869–1871)
- Tahara (田原藩; 1601–1871)
- Hambara (半原藩; 1868–1871)
- Tsukude (作手藩; 1602–1610)
- Shinshiro (新城藩; 1606–min. 1868)
- Hatamura (畑村藩; 1688–1869)
- Asuke (足助藩; 1683–1689)
- Ibo (伊保藩; 1600–1710)
- Okutono (奥殿藩; 1711–1863; davor Lehen Ogyū, danach Lehen Tanokuchi in der Provinz Shinano)
- Nakajima (中島藩; 1639–1672)
- Fukouzu (深溝藩; 1601–1639)
- Katahara (形原藩; 1618–1619)
- Ōhama (大浜藩; 1765–1777)
- Mizuno (水野藩; 1600?–1609)

### Provinz Owari
- Inuyama (犬山藩; 1600–1868)
- Owari (尾張藩)/Nagoya (名古屋藩) (1610–1870; davor Lehen Kiyosu)
- Ogawa (緒川藩; 1601–1606)
- Kuroda (黒田藩; 1590–1601)
- Kiyosu (清洲藩; 1592–1610; danach Lehen Owari)

### Provinz Hida
- Takayama (高山藩; 1586–1692)

### Provinz Mino
- Imao (今尾藩; 1607–1871)
- Gujō (郡上藩)/Hachiman (八幡藩) (1600–1871)
- Gifu (岐阜藩; 1592–1600)
- Naeki (苗木藩; 1600–1871)
- Ōgaki (大垣藩; 1600–1871)
- Kanō (加納藩; 1601–1871)
- Kaga-Noi (加賀野井藩; ?–?)
- Iwamura (岩村藩; 1601–1871)
- Takasu (高須藩; 1600–1870; Zweig des Lehens Owari in den Provinzen Owari, Mino und Mikawa)
- Ibi (揖斐藩; 1600–1623)
- Kurono (黒野藩; 1595–1610)
- Ōgaki-Shinden (大垣新田藩; 1688–1869)
- Fukuzuka (福束藩; ?–1600)
- Hiratsuka (平塚藩; ?–1600)
- Aono (青野藩; 1682–1684)
- Tara (多良藩; 1600)
- Jūshichijō (十七条藩; 1607–1618)
- Ōtayama (太田山藩; ?–?)
- Takatomi (高富藩; 1709–1871)
- Seki (関藩; 1600–1604)
- Kōzuchi (上有知藩; 1600–1611)
- Iwataki (岩滝藩; 1705–1709)
- Kanayama (金山藩; 1600–1601)
- Tokuno (徳野藩; 1604–1653)
- Takamatsu (高松藩)/Matsunoki (松ノ木藩) (1583–1600)
- Shimizu (清水藩; 1598–1607)
- Sone (曽根藩; 1588–1600)
- Nomura (野村藩; 1600–1631, 1868–1871)
- Hasegawa (長谷川藩; 1617–1632)
- Wakisaka (脇坂藩; 1632)

## Kinki

### Provinz Ise
- Nagashima (長島藩; 1601–1871)
- Kuwana (桑名藩; 1601–1871)
- Komono (菰野藩; 1600–1871)
- Kameyama (亀山藩; 1600–1871)
- Kambe (神戸藩; 1601–1871)
- Tsu (津藩)/Anotsu (安濃津藩) (1595–1871)
- Hisai (久居藩; 1669–1871; Zweig des Lehens Tsu)
- Hatsuta (八田藩)/Higashi-Akuragawa (東阿倉川藩) (1726–1826)
- Saijō/Nishijō (西条藩; 1726–1745; danach Lehen Minami-Hayazaki)
- Minami-Hayazaki (南林崎藩; 1745–1781; davor Lehen Saijō)
- Ueno (上野藩; 1598–1619)
- Hayashi (林藩; 1600–1615)
- Kumozu (雲出藩; 1595–1600)
- Matsusaka (松坂藩; 1600–1619)
- Takehara (竹原藩)/Yachi (八知藩) (?–1600)
- Iwate (岩手藩; 1590–1600)
- Tamaru (田丸藩; 1600–1616)
- Iō (井生藩; ?–1600)

### Provinz Iga
- Ueno (上野藩; 1585–1608)

### Provinz Shima
- Toba (鳥羽藩; 1597–1871)

### Provinz Ōmi
- Asahiyama (朝日山藩; 1870–1871; Zweig des Lehens Yamagata in der Provinz Uzen)
- Miyagawa (宮川藩; 1698–1871)
- Nagahama (長浜藩; 1606–1615)
- Hikone (彦根藩; 1600–1871)
- Hikone-Shinden (彦根新田藩; 1714–1734; Zweig des Lehens Hikone)
- Ōmizo (大溝藩; 1619–1871)
- Kutsuki (朽木藩; 1636–1647)
- Katada (堅田藩; 1698–1826)
- Ōmori (大森藩; 1622–1632)
- Yamakami (山上藩; 1619–1871)
- Mikami (三上藩; 1698–1870)
- Nishōji (仁正寺藩; 1620–1871)
- Zeze (膳所藩; 1601–1871)
- Mizuguchi (水口藩; 1682–1871)
- Sawayama (佐和山藩; 1595–1615)
- Takashima (高島藩; 1600–1616)
- Ōtsu (大津藩; 1595–1601)
- Komuro (小室藩; 1619–1788)

### Provinz Yamashiro
- Yodo (淀藩; 1623–1871)
- Nagaoka (長岡藩; 1633–1649)
- Fushimi (伏見藩; 1607–1619)
- Mimaki (御牧藩; 1600–1607)

### Provinz Yamato
- Yagyū (柳生藩; 1636–1871)
- Kōriyama (郡山藩; 1615–1871)
- Koizumi (小泉藩; 1600–1871)
- Yanagimoto (柳本藩; 1615–1871)
- Kaijū (戒重藩; 1615–1745; danach Lehen Shibamura)
- Shibamura (芝村藩; 1745–1871; davor Lehen Kaijū)
- Kujira (櫛羅藩; 1863–1871)
- Uda-Matsuyama (宇陀松山藩; 1600–1615)
- Takatori (高取藩; 1600–1871)
- Okidome (興留藩; 1686–1693)
- Tatsuta (竜田藩; 1601–1655)
- Tawaramoto (田原本藩; 1595–1871)
- Kishida (岸田藩; ?–1600)
- Shinjō (新庄藩; 1600–1863)
- Gose (御所藩; 1600–1629)
- Gojō (五条藩/五條藩)/Gojōfutami (五條二見藩) (1600–1616)

### Provinz Kii
- Kishū (紀州藩)/Kii (紀伊藩)/Wakayama (和歌山藩) (1586–1871)
- Tanabe (田辺藩; 1619–1871; Zweig des Lehens Wakayama)
- Shingū (新宮藩; 1600–1871; Zweig des Lehens Wakayama)

### Provinz Izumi
- Tōki (陶器藩; 1604–1696)
- Obadera (大庭寺藩; 1698–1727), Hakata (伯太藩; 1727–1871)
- Kishiwada (岸和田藩; 1600–1871)
- Tanikawa (谷川藩; 1606–1609)
- Yoshimi (吉見藩; 1870–1871)

### Provinz Kawachi
- Tannan (丹南藩; 1623–1871)
- Sayama (狭山藩; 1600–1869)
- Nishidai (西代藩; 1679–1732)

### Provinz Settsu
- Sanda (三田藩; 1600–1871)
- Takatsuki (高槻藩; 1615–1871)
- Asada (麻田藩; 1615–1871)
- Amagasaki (尼崎藩; 1615–1871)
- Ōzaka (大坂藩; 1600–1619)
- Ibaraki (茨木藩; 1600–1615)
- Nakajima (中島藩; 1616–1624)
- Mashita (味舌藩; 1600–1621)

### Provinz Tamba
- Fukuchiyama (福知山藩; 1600–1871)
- Ayabe (綾部藩; 1633–1871)
- Yamaga (山家藩; 1600–1871)
- Kaibara (柏原藩; 1598–1871)
- Sasayama (篠山藩; 1609–1871)
- Sonobe (園部藩; 1619–1871)
- Kameyama (亀山藩; 1600–1869), Kameoka (亀岡藩; 1869–1871)
- Yakami (八上藩; 1602–1608)

### Provinz Tango
- Mineyama (峰山藩; 1622–1871)
- Miyazu (宮津藩; 1600–1871)
- Tanabe (田辺藩)/Maizuru (舞鶴藩) (1600–1871)

### Provinz Harima
- Yamasaki (山崎藩)/Shisō (宍粟藩) (1615–1871)
- Anshi (安志藩; 1716–1871)
- Mikazuki (三日月藩; 1697–1871)
- Hayashida (林田藩; 1617–1871)
- Mikusa (三草藩; 1746–1871; davor Lehen Takayanagi in der Provinz Echigo)
- Tatsuno (龍野藩; 1617–1871)
- Ono (小野藩; 1636–1871)
- Himeji (姫路藩; 1600–1871)
- Akō (赤穂藩; 1615–1871)
- Akashi (明石藩; 1617–1871)
- Fukumoto (福本藩; 1662–1870)
- Shingū (新宮藩; 1617–1670)
- Himeji-Shinden (姫路新田藩; 1617–1817; Zweig des Lehens Himeji)
- Miki (三木藩; ?–?)
- Hirafuku (平福藩; 1615–1631)

### Provinz Tajima
- Izushi (出石藩; 1600–1871)
- Toyooka (豊岡藩; 1600–1871)
- Muraoka (村岡藩; 1868–1871)
- Yagi (八木藩; 1585–1628)
- Takeda (竹田藩; ?–1600)

## Chūgoku

### Provinz Inaba
- Tottori (鳥取藩; 1600–1871)
- Shikano (鹿野藩; 1600–1617; als 鹿奴藩 Zweig des Lehens Tottori von 1685 bis 1869)
- Wakasa (若桜藩; 1601–1617; Zweig des Lehens Tottori von 1700 bis 1870)

### Provinz Hōki
- Yonago (米子藩; 1600–1617)
- Kurayoshi (倉吉藩; 1614–1622)
- Kurosaka (黒坂藩; 1611–1618)
- Yabase (矢橋藩; 1610–1616)

### Provinz Izumo
- Matsue (松江藩; 1600–1871)
- Matsue-Shinden (松江新田藩; 1701–1704; Zweig des Lehens Matsue)
- Hirose (広瀬藩; 1666–1871; Zweig des Lehens Matsue)
- Mori (母里藩; 1666–1871; Zweig des Lehens Matsue)

### Provinz Mimasaka
- Tsuyama (津山藩; 1603–1871)
- Katsuyama (勝山藩; 1764–1871)
- Tsuyama-Shinden (津山新田藩; 1676–1697; unter Mori Nagatoshi; Zweig des Lehens Tsuyama)
- Tsuyama-Shinden (津山新田藩; 1686–1696; unter Mori Naganari; Zweig des Lehens Tsuyama)
- Miyagawa (宮川藩; 1634–1697; Zweig des Lehens Tsuyama)
- Tazuta (鶴田藩; 1867–1871)

### Provinz Iwami
- Yoshinaga (吉永藩; 1643–1682)
- Hamada (浜田藩; 1619–1866)
- Tsuwano (津和野藩; 1601–1871)

### Provinz Bizen
- Okayama (岡山藩; 1600–1871)
- Kojima (児島藩; 1648–1649)

### Provinz Bitchū
- Niimi (新見藩; 1697–1871)
- Matsuyama (松山藩; 1600–1871)
- Nariwa (成羽藩; 1617–1871)
- Asao (浅尾藩; 1603–1871)
- Ashimori (足守藩; 1601–1871)
- Okada (岡田藩; 1615–1871)
- Niwase (庭瀬藩; 1600–1871)
- Ikusaka (生坂藩; 1672–1871; Zweig des Lehens Okayama in der Provinz Bizen)
- Kamogata (鴨方藩; 1672–1871; Zweig des Lehens Okayama in der Provinz Bizen)
- Nishiebara (西江原藩; 1697–1706)

### Provinz Bingo
- Miyoshi (三次藩; 1632–1720; Zweig des Lehens Hiroshima in den Provinzen Aki und Bingo)
- Fukuyama (福山藩; 1619–1871)

### Provinz Aki
- Hiroshima (広島藩)/Geishū (芸州藩) (1600–1871)
- Hiroshima-Shinden (広島新田藩; 1730–1869; Zweig des Lehens Hiroshima)

### Provinz Suō
- Iwakuni (岩国藩; 1587–1871; Zweig des Lehens Chōshū in der Provinz Nagato)
- Tokuyama (徳山藩; 1650–1871; davor Lehen Kudamatsu; Zweig des Lehens Chōshū in der Provinz Nagato)
- Kudamatsu (下松藩; 1617–1650; danach Lehen Tokuyama)
- Yamaguchi (山口藩; 1863–1871; davor Lehen Chōshū in der Provinz Nagato)

### Provinz Nagato
- Chōshū (長州藩)/Hagi (萩藩) (Ende des 16. Jahrhunderts–1863, danach Lehen Yamaguchi in der Provinz Suō)
- Chōfu (長府藩)/Fuchū (府中藩) (1600–1871; Zweig des Lehens Chōshū)
- Kiyosue (清末藩; 1653–1871; Zweig des Lehens Chōshū)

### Provinz Awaji
- Sumoto (洲本藩; 1585–1609)

## Shikoku

### Provinz Sanuki
- Takamatsu (高松藩; 1600–1871)
- Marugame (丸亀藩; 1587–1871)
- Tadotsu (多度津藩; 1694–1871; Zweig des Lehens Marugame)

### Provinz Awa
- Tokushima (徳島藩; 1601–1871)
- Tomida (富田藩; 1678–1725; Zweig des Lehens Tokushima)

### Provinz Iyo
- Kawanoe (川之江藩; 1636–1642)
- Imabari (今治藩; 1600–1871)
- Saijō (西条藩; 1636–1871; ab 1670 Zweig des Lehens Wakayama in der Provinz Kii)
- Komatsu (小松藩; 1636–1871)
- Matsuyama (松山藩; 1600–1871)
- Matsuyama-Shinden (松山新田藩; 1720–1765; Zweig des Lehens Matsuyama)
- Ōzu (大洲藩; 1608–1871)
- Niiya (新谷藩; 1623–1871; Zweig des Lehens Ōzu)
- Yoshida (吉田藩; 1657–1871; Zweig des Lehens Uwajima)
- Uwajima (宇和島藩; 1608–1871)

### Provinz Tosa
- Tosa (土佐藩)/Kōchi (高知藩) (1601–1871)
- Tosa-Shinden (土佐新田藩; 1780–1871; Zweig des Lehens Tosa)
- Nakamura (中村藩; 1601–1689; Zweig des Lehens Tosa)

## Kyūshū

### Provinz Tsushima
- Fuchū (府中藩)/Izuhara (厳原藩)/Tsushima (対馬藩) (1588–1871)

### Provinz Buzen
- Kokura (小倉藩)/Kawara (香春藩)/Toyotsu (豊津藩) (1600–1871)
- Chizuka (千束藩)/Kokura-Shinden (小倉新田藩) (1667–1871; Zweig des Lehens Kokura)
- Nakatsu (中津藩; 1600–1871)

### Provinz Bungo
- Kitsuki (木付藩; 1632–1711), Kitsuki (杵築藩; 1711–1871)
- Takada (高田藩; 1639–1645)
- Hiji (日出藩; 1600–1871)
- Mori (森藩; 1601–1871)
- Funai (府内藩; 1601–1871)
- Usuki (臼杵藩; 1600–1871)
- Saiki (佐伯藩; 1601–1871)
- Oka (岡藩)/Taketa (竹田藩) (1594–1871)
- Tateishi (立石藩; 1646–1871)

### Provinz Chikuzen
- Tōrenji (東蓮寺藩; 1623–1675), Nōgata (直方藩; 1675–1720) (Zweig des Lehens Fukuoka)
- Fukuoka (福岡藩)/Chikuzen (筑前藩)/Kuroda (黒田藩) (1600–1871)
- Akizuki (秋月藩; 1623–1871; Zweig des Lehens Fukuoka)

### Provinz Chikugo
- Matsuzaki (松崎藩; 1668–1684; Zweig des Lehens Kurume)
- Kurume (久留米藩; 1620–1871)
- Yanagawa (柳河藩; 1600–1871)
- Miike (三池藩; 1621–1871)

### Provinz Hizen
- Karatsu (唐津藩; 1593–1871)
- Hirado (平戸藩; 1600–1871)
- Hirado-Shinden (平戸新田藩; 1689–1870; Zweig des Lehens Hirado)
- Ogi (小城藩; 1614–1871; Zweig des Lehens Saga)
- Hasunoike (蓮池藩; 1635–1871; Zweig des Lehens Saga)
- Saga (佐賀藩)/Hizen (肥前藩) (1607–1871)
- Kashima (鹿島藩; 1609–1871; Zweig des Lehens Saga)
- Ōmura (大村藩; 1587–1871)
- Hinoe (日野江藩; 1600–1614), Shimabara (島原藩; 1616–1871)
- Fukue (福江藩)/Gotō (五島藩) (1603–1871)

### Provinz Higo
- Higo-Shinden (肥後新田藩; 1666–1868), Takase (高瀬藩; 1868–1870) (Zweig des Lehens Kumamoto)
- Kumamoto (熊本藩)/Higo (肥後藩) (1588–1871)
- Uto (宇土藩; 1646–1870; Zweig des Lehens Kumamoto)
- Hitoyoshi (人吉藩; 1585–1871)
- Tomioka (富岡藩)/Amakusa (天草藩) (1638–1671)

### Provinz Hyūga
- Agata (縣藩; 1587–1613), Nobeoka (延岡藩; 1614–1871)
- Takanabe (高鍋藩)/Takarabe (財部藩) (1604–1871)
- Sadowara (佐土原藩; 1603–1871; Zweig des Lehens Satsuma in den Provinzen Satsuma und Ōsumi)
- Obi (飫肥藩; 1587–1871)

### Provinzen SatsumaundŌsumi
- Satsuma (薩摩藩)/Kagoshima (鹿児島藩) (1602–1871)

## Ryūkyū-Inseln

### Provinz Ryūkyū
- Ryūkyū (琉球藩; 1872–1879)